# Alison Streeter
Alison Streeter (* 1964) ist eine britische Langstreckenschwimmerin, die insbesondere als Kanalschwimmerin bekannt wurde. Für ihre Leistungen wurde sie 2006 in die International Swimming Hall of Fame aufgenommen und zum Member of the Order of the British Empire (MBE) ernannt.
Streeter hält eine Reihe von Rekorden im Bereich des Kanalsschwimmes. 1983 war sie die jüngste Schwimmerin (sechster Mensch insgesamt) der eine Doppeldurchquerung gelang, für die sie 21 Stunden und 16 Minuten benötigte und 1990 die erste Frau, die den Kanal Non-Stop dreifach durchquerte (34 Stunden 40 Minuten). Sie hält außerdem den Rekord für die meisten Querungen überhaupt, mit insgesamt 43, davon 7 innerhalb eines Jahres.
Streeter hält zudem den Rekord für die schnellste Durchquerung des Nordkanals von Schottland nach Irland (10 Stunden 2 Minuten) und war die erste Frau, die die Irische See durchschwamm. Sie schwamm um Jersey Island (69 km) und auch von Capri nach Neapel, sowie viele andere Langstrecken in aller Welt.